# Luchsstein (Sächsische Schweiz)

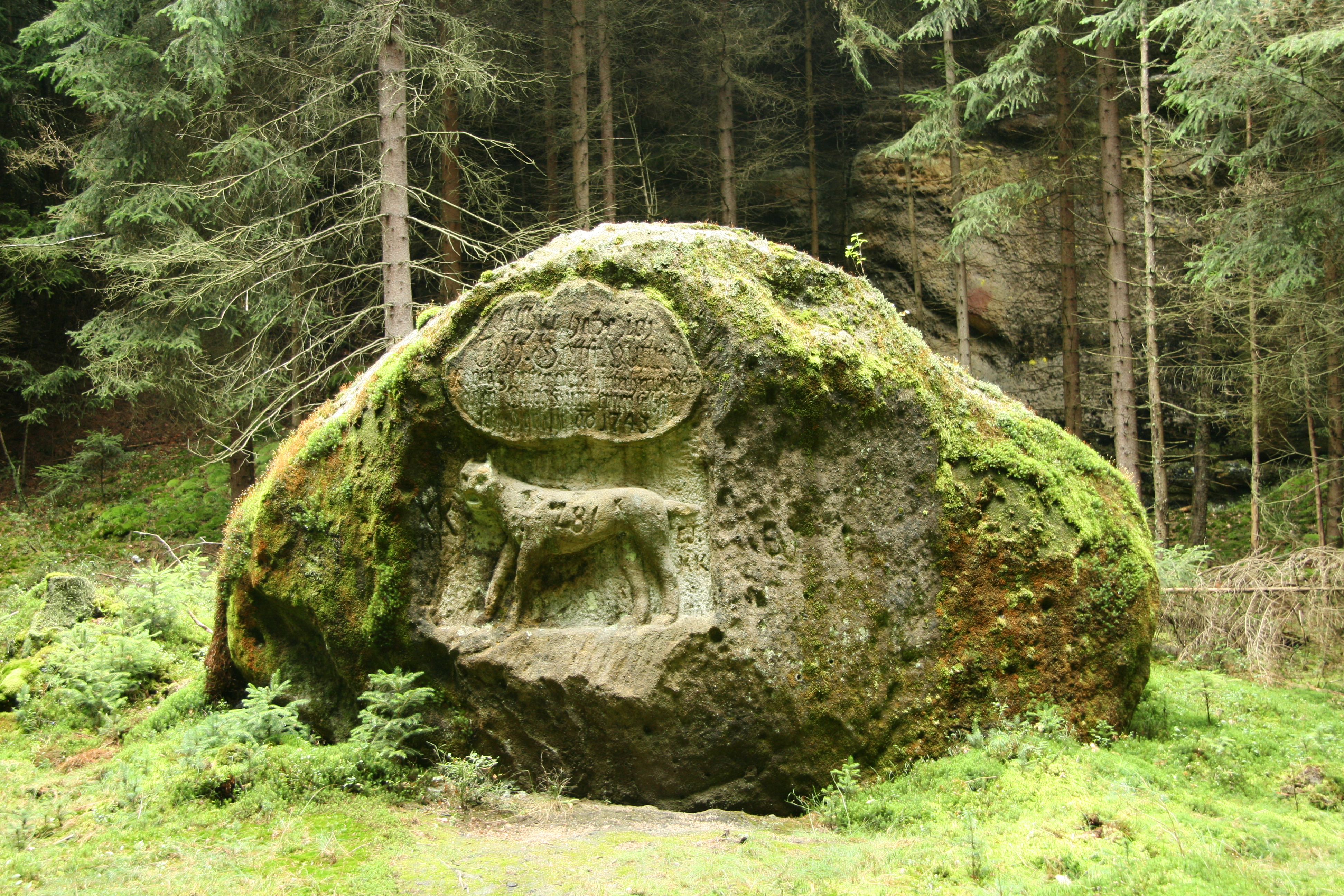
Luchsstein

Der Luchsstein ist ein aus dem Jahr 1743 stammender Gedenkstein in der Hinteren Sächsischen Schweiz.

## Lage
Der Stein befindet sich in der Flur von Ottendorf. Er steht ca. 1 Kilometer südöstlich des Raumbergs im Großen Ziegengrund (Velky Kozi Dul), einem Seitental des Kirnitzschtals. Der Große Ziegengrund bildet hier die Staatsgrenze zur Tschechischen Republik. Unmittelbar am Standort mündet das kleine Seitental des Lindengründels in den Großen Ziegengrund.

## Zugang

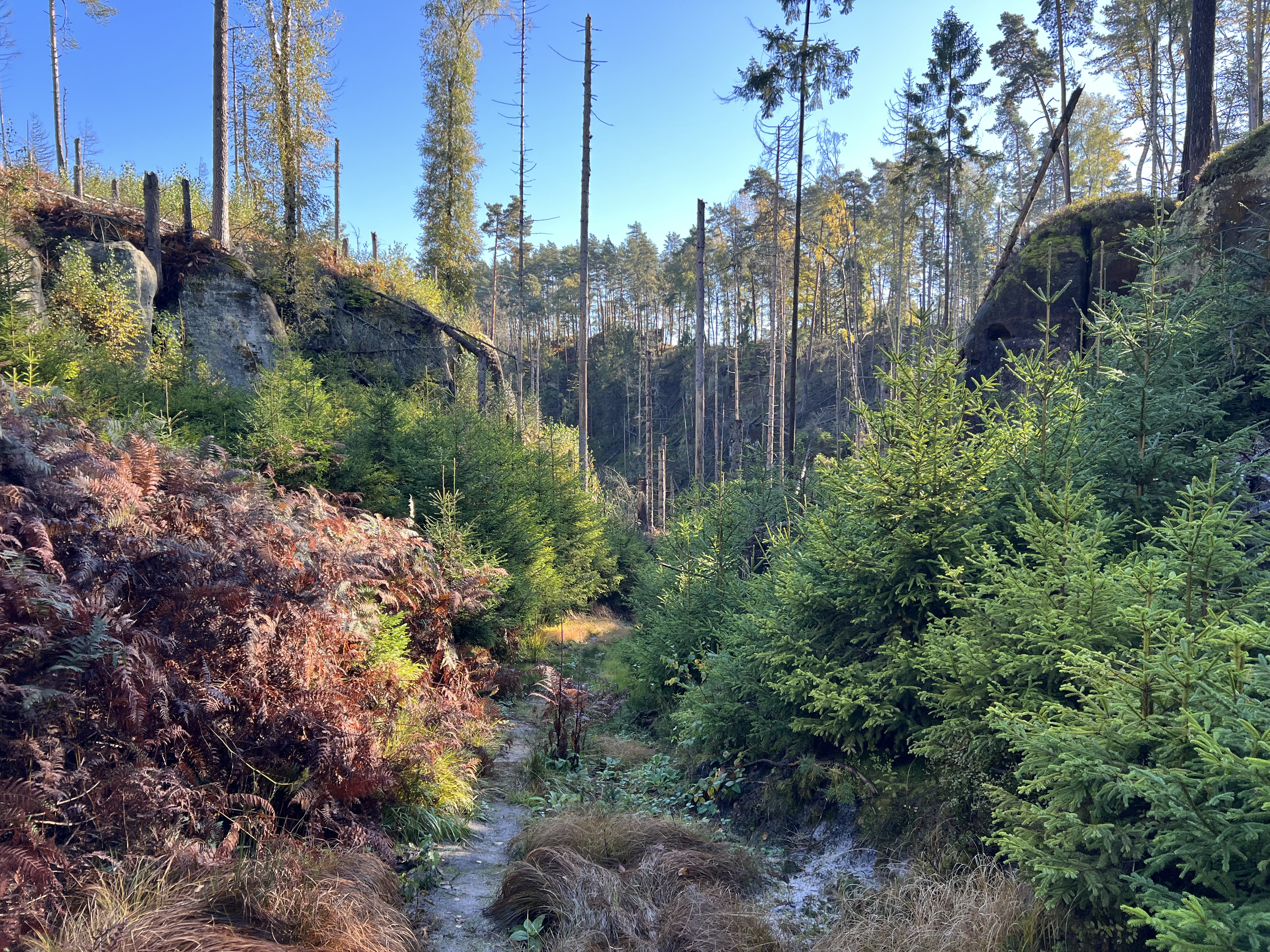
Zugang zum Luchsstein durch das Lindengründel

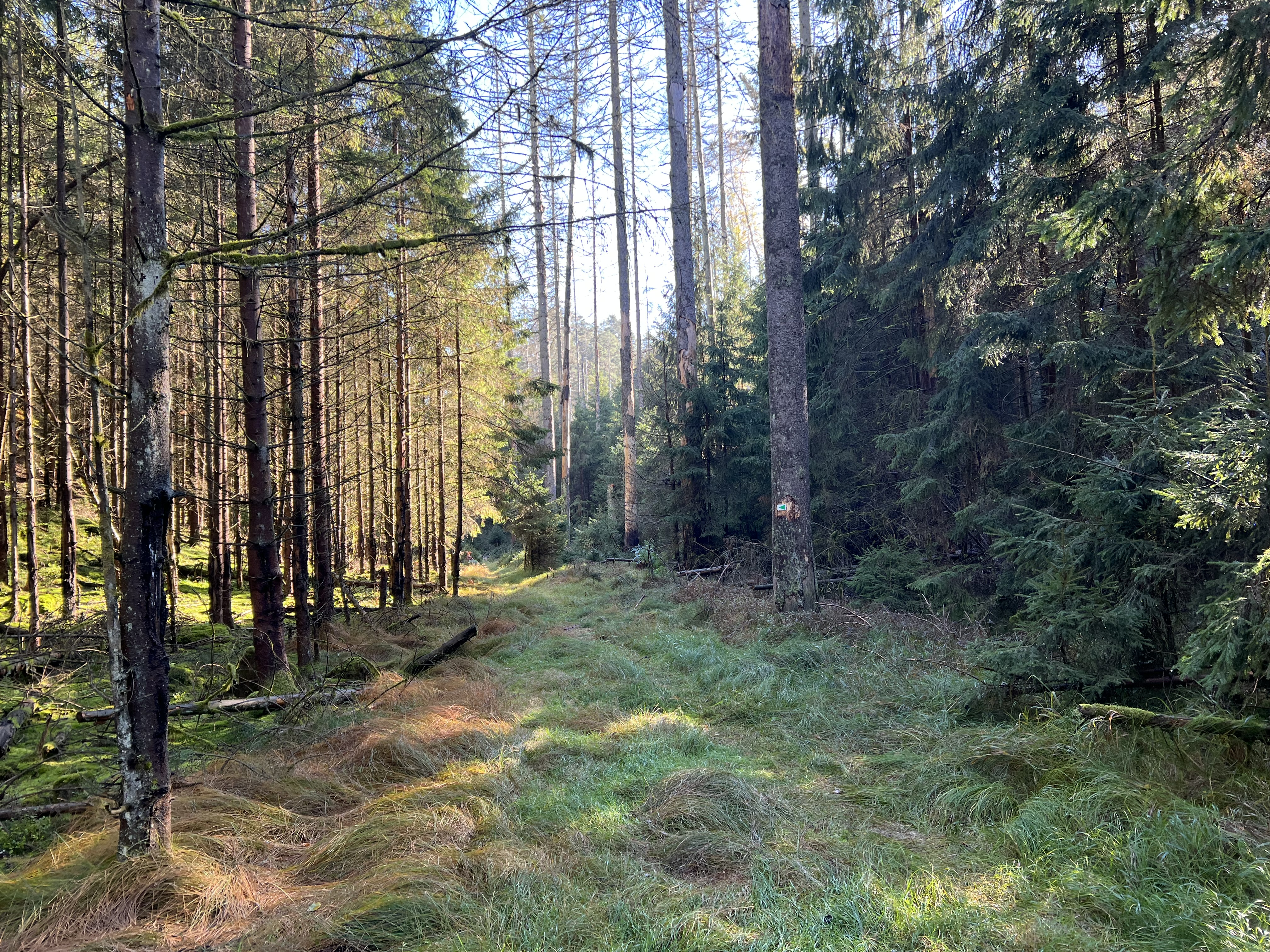
Bergpfad zum Luchsstein im Großen Ziegengrund

Der Luchsstein war früher in ein dichtes Wanderwegenetz der Hinteren Sächsischen Schweiz integriert. Der durch den Großen Ziegengrund verlaufende Wanderweg war u. a. von Hinterhermsdorf, Zadní Jetřichovice (Hinterdittersbach), Mezní Louka (Rainwiese), Vysoká Lípa (Hohenleipa)  und vom Großen Zschand aus erreichbar.
Die von Tschechien aus zum Luchsstein führenden Wege sind heute aufgrund der Lage in der Kernzone des Nationalpark Böhmische Schweiz nicht mehr begehbar. Da der Stein auch in der Kernzone des Nationalpark Sächsische Schweiz liegt, ist er auch von der deutschen Seite aus nur eingeschränkt erreichbar. Der einzige Zugang besteht in einem als Bergpfad gekennzeichneten Pfad, der vom Wanderweg Hinterhermsdorf – Großer Zschand (Zeughaus) abzweigt. Der Bergpfad führt als Schleife am Kletterfelsen „Gemeinschaftsturm“ hinab in den Großen Ziegengrund und über Luchsstein und Lindengründel wieder zurück zum Wanderweg.
Der kürzeste Zugang zum Luchsstein erfolgt aus nördlicher Richtung über Wanderwege von Hinterhermsdorf aus (ca. 5 Kilometer). Ein weiterer Zugang ist aus nordwestlicher Richtung von der Neumannmühle über den Großen Zschand und das Zeughaus möglich (ca. 8,5 Kilometer).

## Geschichte und Hintergrund
Der Gedenkstein erinnert an den letzten in der Sächsischen Schweiz am 3. April 1743 nachweislich erlegten Luchs.
Als Basis des Gedenksteins diente ein im Ziegengrund liegender, etwa 2,20 m hoher großer Sandsteinblock. In diesen wurde das Relief eines Luchses in etwa in Lebensgröße und darüber eine Gedenkinschrift eingemeißelt. Die Inschrift ist in Form eines ungefähr ovalen Medaillons aus dem Stein herausgearbeitet. Sie lautet:

„Allhier habe ich Joh. Gottfr. Puttrich Königl. Förster aus Hinterhermsdorf einen Luchs mit einem Selbstschuß erlegt ao 1743“

Noch bis 1785 gab es Luchse allerdings noch linkselbisch in der benachbarten Böhmischen Schweiz. In diesem Jahr wurde der letzte Luchs in der Nähe von Kristin Hrádek (Christianaburg), nördlich des Děčínský Sněžník (Hoher Schneeberg) am 4. Februar bei einer Treibjagd erlegt.
Seit etwa den 1960er Jahren gibt es wieder regelmäßige Beobachtungen von Luchsen im Elbsandsteingebirge. Ende 2010 und im Februar 2011 konnten erstmals bei Hinterhermsdorf wieder Luchsspuren eindeutig dokumentiert werden.
Im Zuge des Projektes „RELynx“ sollen zwischen 2022 und 2027 bis zu 20 Karpatenluchse (Lynx lynx carpathicus) im Elbsandsteingebirge und im benachbarten Erzgebirge ausgewildert werden.